# Strumaria
Strumaria es un género  de plantas herbáceas, perennes y bulbosas perteneciente a la familia Amaryllidaceae. Comprende 36 especies.
Es originario del sur de África.

## Taxonomía
El género fue descrito por Nikolaus Joseph von Jacquin y publicado en Collectanea 5: 49. 1797. La especie tipo es: Strumaria truncata Jacq. 

## Especies
- Strumaria aestivalis Snijman
- Strumaria barbarae Oberm.
- Strumaria bidentata Schinz
- Strumaria chaplinii (W.F.Barker) Snijman
- Strumaria discifera Marloth ex Snijman
- Strumaria gemmata Ker Gawl.
- Strumaria hardyana D.Müll.-Doblies & U.Müll.-Doblies
- Strumaria karoopoortensis (D.Müll.-Doblies & U.Müll.-Doblies) Snijman
- Strumaria leipoldtii (L.Bolus) Snijman
- Strumaria luteoloba Snijman
- Strumaria massoniella (D.Müll.-Doblies & U.Müll.-Doblies) Snijman
- Strumaria merxmuelleriana (D.Müll.-Doblies & U.Müll.-Doblies) Snijman
- Strumaria perryae Snijman
- Strumaria phonolithica Dinter
- Strumaria picta W.F.Barker
- Strumaria prolifera Snijman
- Strumaria pubescens W.F.Barker
- Strumaria pygmaea Snijman
- Strumaria salteri W.F.Barker
- Strumaria speciosa Snijman
- Strumaria spiralis (L'Hér.) W.T.Aiton
- Strumaria tenella (L.f.) Snijman
- Strumaria truncata Jacq.
- Strumaria unguiculata (W.F.Barker) Snijman
- Strumaria villosa Snijman
- Strumaria watermeyeri L.Bolus